# Алексеевка (Аркадакский район)
Алексе́евка — село в Аркадакском районе Саратовской области России. Входит в состав Львовского муниципального образования. Малая родина Героя Советского Союза А. Я. Гнусарева.

## География
Село расположено на западе региона, на восточной окраине Окско-Донской равнины, на реке Большой Аркадак, в 35 километрах от райцентра, на высоте 164 м над уровнем моря.
Близлежащие населённые пункты: село Ивановка и деревня Григорьевка.
Исторически к селу примыкали исчезнувшие деревни Шептаковка и Козловка.
Уличная сеть
В селе пять улиц: ул. Алексеевская, ул. Заречная, ул. Молодёжная, ул. Сосновая, ул. Шептаки (бывшая деревня Шептаковка).

## История
Сведения о заселении земель вдоль реки Большой Аркадак малороссиянами подтверждает известный саратовский краевед Александр Николаевич Минх (1833—1912). В своей работе «К истории переселения малороссиян в Саратовский край», он указывает, что в таких селениях Балашовского уезда, как Львовка, Григорьевка, Дубовая, Шептаковка, Ходаковка, Чапушка, Алексеевка, в значительной степени проживают переселенцы малороссы (украинцы). В 1820 году А. К. Разумовский продал часть своих земель по Хопру, Аркадаку и Медведице действительному тайному советнику А. В. Абазе, который вольности Разумовских прекратил, и ввёл для крестьян барщину. Часть земель, в том числе Алексеевка, а также деревни Шептаковка и Ходаковка были переданы А. К. Разумовским в приданое своей дочери Екатерине.
По данным 1859 года во владельческой деревне Алексеевка Балашовского уезда Саратовской губернии проживало 738 человек (363 мужчины, 375 женщин) в 91 дворе.
Последним владельцем крепостной Алексеевки вплоть до 1861 года стал сын С. С. Уварова, граф Алексей Сергеевич Уваров (1824—1884), владевший на этой территории 12400 десятинами земли. В 1863 году была построена деревянная церковь, и Алексеевка стала селом.
В 1886—1887 годах была проведена подворная перепись. В селе Ивановской 1-й волости Балашовского уезда проживало 532 мужчины и 526 женщин в 163 наличных приписных домохозяйствах и 20 жителей обоего пола в 4 семьях постороннего населения (итого 1078 человек, великороссы, православные, из них 89 грамотных и 27 учащихся). Надел составлял 495 десятин удобной земли (в том числе 363 десятины пашни), также имелось 695,8 десятин земли, купленной в 1885 году товариществом в 76 домохозяев в Аткарском уезде (из неё 546 десятин пашни). Из скота имелось 335 рабочих и 69 нерабочих лошадей, 245 коров, 77 гулевых и 120 телят, 631 овца и 54 свиньи, также 11 дворов держали 95 колод пчёл. Площадь посева составляла 1327,5 десятины, большей частью на арендованной казённой или владельческой пашне, а также на наделе и на купленной земле. 19 дворов были без посева. Имелась 181 деревянная изба (170 из которых были покрыты соломой или камышом, остальные тёсом), 1 промышленное заведение, 2 кабака и 1 лавка.
В тот период село было расположено вдоль реки Аркадак, протянувшись на одну версту главным образом в два порядка; в начале и в конце села располагалось по пруду. Имелись церковь и каменное здание земской школы, основанной в 1880 году. Часть крестьян были переселены сюда в 1760—1770-е годы из Шацкого уезда Тамбовской губернии. При крепостном праве они состояли на барщине; жили в то время богато, так как земли было много. Получали на тягло по 2,5 десятины полевой земли и 1,5—2 десятины покоса. Через год после выхода на волю получили малый надел (495 десятин земли на 361 ревизскую душу), так как боялись снова попасть на барщину, а также боялись платежей. Надел был в одном месте, к востоку от селения, со скатом к реке Аркадак. Пашня была в основном ровная, почва — чернозём, подпочва — серая или жёлтая глина. Выгон был весь солонцеватый. Переделы земли были каждые 2–3 года, вызывались они неодинаковым качеством земли. Покос был недавно распахан и поделен; леса не было, для постройки домов покупали брусья в Салтыках. Топили кизяком уже около 30 лет. Имелся хлебный магазин. Прежде сеяли больше пшеницы, теперь же рожь занимала 33 % площади, овёс — 31 %, яровая пшеница — 22 %, просо — 10 % и греча — 4 %. Выгона было около 80 десятин, стада — общие для всего села. Зимой кормили скот преимущественно соломой. В 1886 году 68 мужчин занимались промыслами, из них 32 батрака, 14 извозчиков, 4 сапожника, 4 пастуха, 3 каменщика и т. д. Большинство крестьян работали в двух соседних экономиях за снятые земли, и редко за деньги.
По переписи 1897 года в селе проживало 1285 человек (643 мужчины и 642 женщины), все православные.
Согласно земским сведениям, в 1911 году в селе Алексеевка той же волости проживало 1353 человека (681 мужчина и 672 женщины) в 185 хозяйствах приписного населения, имелись церковь и земская школа. В населении преобладали великороссы. Крестьянские посевы занимали 191 десятину надельной, 521 — купленной и 1069 десятин арендованной земли (итого 1781 десятина). 53,3 % посева использовалось под пшеницу, 21,6 % — под овёс, 13,9 % занимала рожь, 11,2 % — просо. Имелось 491 голова рабочего скота (лошадей и быков), 295 голов молочного и 432 — гулевого скота (жеребят, телят и бугаёв), а также 2100 голов мелкого скота (овец и свиней).
По переписи 1926 года в селе Алексеевка, центре Алексеевского сельсовета Аркадакской волости Балашовского уезда, жило 997 человек (476 мужчин и 521 женщина) в 196 крестьянских и 6 прочих хозяйствах.
В Алексеевке была своя больница, которую недавно закрыли — оставили одного терапевта, хотя больница в своё время была большая — кирпичная, двухэтажная, на несколько отделений, в том числе стационарное и родильное, где появилось на свет не одно поколение алексеевцев.
Построила здание земской больницы в конце XIX века местная помещица Кателина. О ней в Алексеевке напоминает полуразрушенный особняк в центре села и сосновый парк неподалёку от усадьбы. Эта помещица выстроила в Алексеевке ещё деревянный храм во имя Архангела Михаила. После революции в нём устроили клуб, а в 1970-е годы здание и вовсе снесли. Теперь на его месте стоит школа, а на месте церковного кладбища — стадион.

## Население
| 2002 | 2010 |
| ---- | ---- |
| 1076 | ↘715 |

Национальный состав
Согласно результатам переписи 2002 года, в национальной структуре населения русские составляли 93 % из 1076 чел.

## Известные уроженцы и жители
- Гнусарев, Александр Яковлевич — Герой Советского Союза

## Достопримечательности
В селе был Храм во имя святого Архистратига Божия Михаила. Деревянная церковь с деревянной колокольней была построена в селе в 1863 году тщанием прихожан. В штате причта состояли священник и псаломщик, проживавшие в церковных домах. В приходе была земская школа.
В годы Советской власти постановлением Президиума Нижне-Волжского Краевого Исполкома Советов РКиК депутатов от 18 марта 1930 года договор с обществом верующих села Алексеевки был расторгнут, затем в 1970-х годах здание церкви снесено. Официальной причиной такого решения послужил акт осмотра церковного здания технической комиссией; здание было признано непригодным для обслуживания верующих или для других общественных надобностей вследствие значительной (90 %) изношенности.
В наши дни в селе построен храм во имя иконы Божией Матери «Неупиваемая Чаша».

## Транспорт
В село подходит автомобильная дорога регионального значения «Аркадак — Алексеевка» номер 63К-00050.

## Примечание
- Справочная книга Саратовской епархии. Саратов, 1912. Стр. 130.
- Материалы из личного архива А. Сдобникова.
- Документы из архива Екатериновского райисполкома.